# 黃建龍
黃建龍（1970年11月4日—），台湾柔道运动员，曾参加1988年夏季奥林匹克运动会男子62公斤级角力比赛和1996年夏季奥林匹克运动会男子柔道71公斤级比赛，現任臺灣警察專科學校警正教官。

## 荣誉
| 代表 中華臺北  |            |      |          |
| 亚洲运动会     |            |      |          |
| 年份           | 地点       | 奖牌 | 级别     |
| 1990           | 中国北京市 | 銅牌 | 65公斤級 |
| 亞洲柔道錦標賽 |            |      |          |
| 年份           | 地点       | 奖牌 | 级别     |
| 1993           | 葡屬澳門   | 銅牌 | 71公斤級 |